# Auber 93/2007
Deze pagina geeft een overzicht van de wielerploeg Auber 93 in 2007, en de prestaties van deze Franse wielerformatie in het seizoen 2007.
| Naam               | Geboortedatum | Nationaliteit | Ploeg 2006 |
| ------------------ | ------------- | ------------- | ---------- |
| Niels Brouzes      | 03-02-1981    | Frankrijk     |            |
| Steve Chainel      | 06-09-1983    | Frankrijk     | Neoprof    |
| Christophe Diguet  | 08-05-1978    | Frankrijk     | Neoprof    |
| Mathieu Drujon     | 01-02-1983    | Frankrijk     |            |
| Jérémy Galland     | 08-04-1983    | Frankrijk     | Neoprof    |
| Guillaume Levarlet | 25-07-1985    | Frankrijk     | Neoprof    |
| Maxime Méderel     | 19-09-1980    | Frankrijk     |            |
| Jean Mespoulède    | 31-10-1980    | Frankrijk     |            |
| Florian Morizot    | 10-05-1985    | Frankrijk     |            |
| Renaud Pioline     | 28-09-1984    | Frankrijk     | Neoprof    |

## Overwinningen
- Tour du Finistère

Niels Brouzes
- Paris-Mantes-en-Yvelines

Niels Brouzes
- Ronde van de Jura

Guillaume Levarlet
- Grand Prix Cristal Energie

Florian Morizot
1994 · 1995 · 1996 · 1997 · 1998 · 1999 · 2000 · 2001 · 2002 · 2003 · 2004 · 2005 · 2006 · 2007 · 2008 · 2009 · 2010 · 2011 · 2012 · 2013 · 2014 · 2015 · 2016